# Parc national Isla Guamblin
Le parc national Isla Guamblin se trouve dans la province d'Aysén. Sa surface est de 1 540,93 km2. Elle est située à l'extrême ouest de l'archipel des Chonos.  Il est géré par la Corporación Nacional Forestal.
Le parc est également reconnu zone importante pour la conservation des oiseaux.